# Repräsentative Darstellungen des Deutschen Kaiserreichs
Als Repräsentative Darstellungen des Deutschen Kaiserreichs wird heute eine Dauerbriefmarkenserie der Deutschen Reichspost bezeichnet, welche von 1900 bis 1920 erschienen ist. Die letzten Marken des Satzes waren bis zum 30. September 1923 gültig. Es gibt keine verlässlichen Angaben über die Auflagenhöhe. 
Die Marken der Serie, mit den Werten zwischen 1 und 5 Mark, wurden hauptsächlich für Postpakete und Wertbriefe benötigt. Nach dem Ersten Weltkrieg und mit Beginn der Inflation wurden die Marken auch auf Einschreibe- oder Wertbriefen gebräuchlich.
Die Serie wird teilweise auch als Bestandteil der Germania-Briefmarkenserie angesehen, obwohl weder Form noch Motiv oder Entwurf identisch sind. Das einzige, was beide Serien verbindet, sind die Ausgabejahre und die Verwendungsdauer.

## Motive
Die Serie bestand aus insgesamt vier verschiedenen Motiven, diese waren:
| Motivname                                                        | Beschreibung | Entwurf         | Stich    |
| Reichspostamt in Berlin                                          | | C. Frenzel      |          |
| Symbolische Darstellungen „Nord und Süd“                         | Genius als Symbol für die Vereinigung von Nord- und Süddeutschland. Detail aus dem Gemälde Victoria von Anton von Werner, einem Teil des „Saarbrücker Rathauszyklus“ | W. Lipinsky     | W. Roese |
| Enthüllung des Denkmals Kaiser Wilhelm I. in Berlin              | nach einem Gemälde von William Pape (1859–1920) | Reichsdruckerei | W. Roese |
| Reichsgründungsgedenkfeier im weißen Saal des Berliner Schlosses | nach einem Gemälde von William Pape | Reichsdruckerei | W. Roese |

Nach dem Ersten Weltkrieg wurden nur noch die ersten beiden Motive Reichspostamt sowie Nord und Süd neu aufgelegt. Zu erkennen sind die Marken an den leicht geänderten Bildmotiven. Das Reichspostamt ist jetzt an den Ecktürmen geflaggt und der Genius hält jetzt eine Fackel statt der Kaiserkrone im Motiv Nord und Süd, auch die beiden Reichsadler des Kaiserreichs wurden durch den Reichsadler der Weimarer Republik ersetzt. Bereits hergestellte Marken aus der Kaiserzeit wurden später mit neuen Wertaufdrucken weiterverwendet.

## Markenliste
Das Verhältnis der Größe der Briefmarken zueinander ist in diesem Artikel annähernd maßstabsgerecht dargestellt. Ist beim Ausgabedatum das Datum kursiv geschrieben, handelt es sich um den bekanntesten frühesten Verwendungstag.
| Bild | Beschreibung                                                     | Werte in Mark | Ausgabe- datum                           | gültig bis         | MiNr.      |
|      | (I) Reichspostamt in Berlin                                      | 1             | 1. April 1900                            | 31. Dezember 1902  | 63         |
|      | Nord und Süd                                                     | 2             | 1. Juni 1900                             | 31. Dezember 1902  | 64         |
|      | Enthüllung des Denkmals Kaiser Wilhelm I.                        | 3             | 2. August 1900                           | 31. Dezember 1902  | 65         |
|      | Reichsgründungsgedenkfeier im weißen Saal des Berliner Schlosses | 5             | 14. Dezember 1900                        | 31. Dezember 1902  | 66         |
|      | (II) Reichspostamt in Berlin                                     | 1             | A: 30. März 1902 B: 30. August 1902      | 31. Oktober 1922   | 78 (A + B) |
|      | Nord und Süd                                                     | 2             | 20. März 1902                            | 31. Oktober 1922   | 79 A       |
|      | Enthüllung des Denkmals Kaiser Wilhelm I. in Berlin              | 3             | A: 20. März 1902 B: 20. Februar 1904     | 31. Oktober 1922   | 80 (A + B) |
|      | Reichsgründungsgedenkfeier                                       | 5             | A: 20. März 1902 B: 22. Mai 1902         | 31. Oktober 1922   | 81 (A + B) |
|      | (III) Nord und Süd                                               | 2             | A: 24. Mai 1902 B: 8. Dezember 1902      | 31. Oktober 1922   | 82 (A + B) |
|      | (IV) (Friedensdruck) Reichspostamt in Berlin                     | 1             | 9. Dezember 1905                         | 31. Oktober 1922   | 94 A I     |
|      | Nord und Süd                                                     | 2             | 25. Februar 1906                         | 31. Oktober 1922   | 95 A I     |
|      | Enthüllung des Denkmals Kaiser Wilhelm I.                        | 3             | 21. März 1911                            | 31. Oktober 1922   | 96 A I     |
|      | Reichsgründungsgedenkfeier                                       | 5             | 24. Januar 1906                          | 31. Oktober 1922   | 97 A I     |
|      | (V) (Kriegsdruck) Reichspostamt in Berlin                        | 1             | A: 30. Januar 1918 B: 17. September 1915 | 31. Oktober 1922   | 94 (A + B) |
|      | Nord und Süd                                                     | 2             | A: 31. Mai 1916 B: 13. April 1916        | 31. Oktober 1922   | 95 (A + B) |
|      | Enthüllung des Denkmals Kaiser Wilhelm I.                        | 3             | A: 4. Mai 1919 B: 9. Oktober 1918        | 31. Oktober 1922   | 96 (A + B) |
|      | Reichsgründungsgedenkfeier                                       | 5             | A: 18. Mai 1916 B: 8. Februar 1918       | 31. Oktober 1922   | 97 (A + B) |
|      | (VI) Reichspostamt in Berlin                                     | 1             | Mai 1920                                 | 30. September 1923 | A113       |
|      | Reichspostamt in Berlin                                          | 1,25          | 15. März 1920                            | 30. September 1923 | 113        |
|      | Reichspostamt in Berlin                                          | 1,50          | 15. März 1920                            | 30. September 1923 | 114        |
|      | Nord und Süd                                                     | 2,50          | 15. März 1920                            | 30. September 1923 | 115        |
|      | (VII) Reichspostamt in Berlin, mit Aufdruck neue Wertstufe       | 1,25          | Juni 1920                                | 30. September 1923 | 116        |
|      | Reichspostamt in Berlin, mit Aufdruck neue Wertstufe             | 1,50          | Juni 1920                                | 30. September 1923 | 117        |
|      | Nord und Süd, mit Aufdruck neue Wertstufe                        | 2,50          | Juni 1920                                | 30. September 1923 | 118        |

## Bayern
In Bayern, das noch bis 1920 über ein eigenes Postregal verfügte, wurden die Markwerte zu 1, 2, 3 und 5 Mark im Jahr 1919 mit dem Aufdruck „Freistaat Bayern“ verwendet (Michel-Nummern 148 bis 151).

## Auslandspostämter
In den Auslandspostämtern wurden die Markwerte wie folgt benutzt:
- Deutsche Post in China: 
  - Reichspost-Ausgabe mit rotem Aufdruck „China“;
  - ab 1. Oktober 1905 Deutsches-Reich-Ausgabe mit Aufdruck „China“ in Frakturschrift und Wertangabe in (Silber-)Dollar.
- Postgeschichte und Briefmarken von Marokko#Deutsche Post (Marokko): 
  - Reichspost-Ausgabe mit Aufdruck „Marocco“ und Wertangabe in Centimos-/Peseta-Währung;
  - ab 30. September 1905 Deutsches-Reich-Ausgabe mit Aufdruck „Marocco“ in Frakturschrift und Wertangabe in Centimos-/Peseta-Währung,
  - ab 1911 mit Aufdruck „Marokko“.
- Deutsche Posteinrichtungen im Osmanischen Reich (Türkei): 
  - Reichspost-Ausgabe mit Aufdruck in Piaster-Währung;
  - ab 1. Oktober 1905 Deutsches-Reich-Ausgabe mit Aufdruck in Piaster-Währung in Frakturschrift.

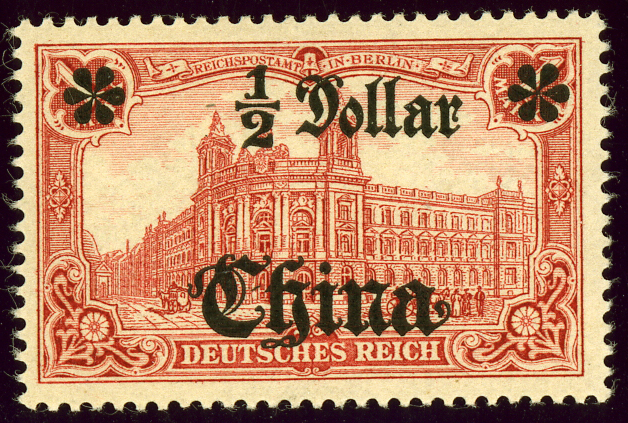
China

In den damaligen deutschen Kolonien fanden die Markwerte (und die entsprechenden Werte der nicht in Mark rechnenden Gebiete wie Kiautschou und Deutsch-Ostafrika) der Briefmarkenserie Kaiseryacht Verwendung.

## Besetzungsausgaben

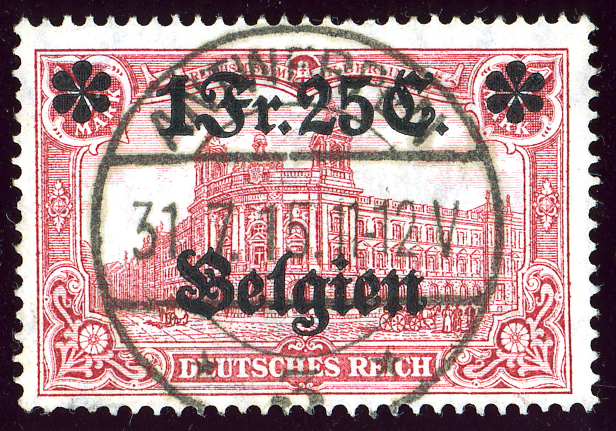
Belgien
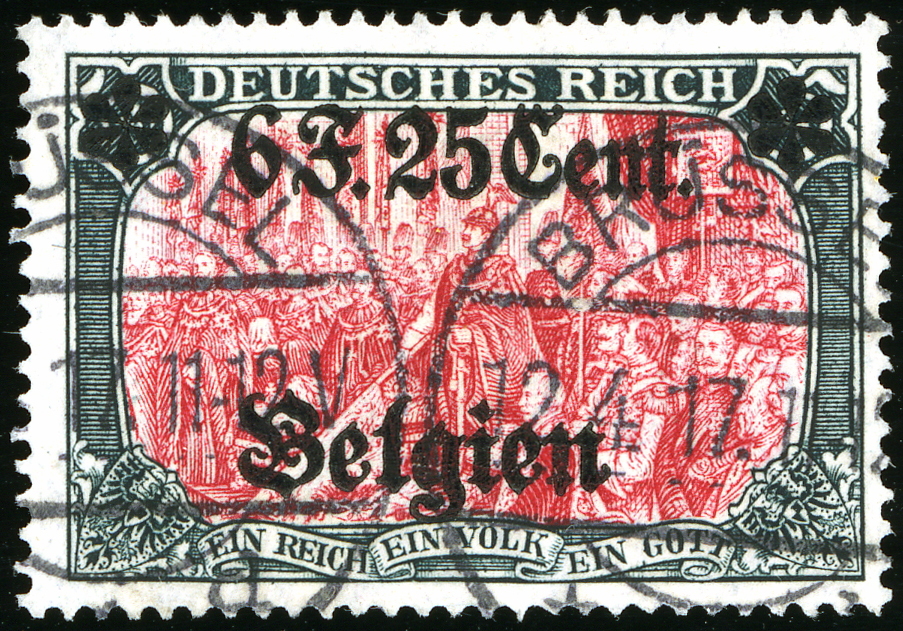
Belgien 1917

- Belgien: In Franc-Währung überdruckte Werte zu 1, 2 und 5 Mark mit Aufdruck „Belgien“ in Frakturschrift.
- Etappengebiet West (Nordostfrankreich): Ab 1. Dezember 1916 überdruckte Werte zu 1 und 2 Mark ohne zusätzliche Landesangabe.
- Postgebiet Ober-Ost: Ab 15. Januar 1916 mit „Postgebiet Ob. Ost“ überdruckter Wert zu 1 Mark.
- Polen, Rumänien, Etappengebiet 9. Armee: Anders als bei den Germania-Marken kein Überdruck der Markwerte.

## Abstimmungsgebiete, Saargebiet, Memelgebiet, Danzig
Überdrucke der Markwerte sind im Abstimmungsgebiet Allenstein, im Abstimmungsgebiet Marienwerder, in Oberschlesien (im Rahmen der „Oppelner Notausgabe“), im Saargebiet, im Memelgebiet und in Danzig erfolgt.

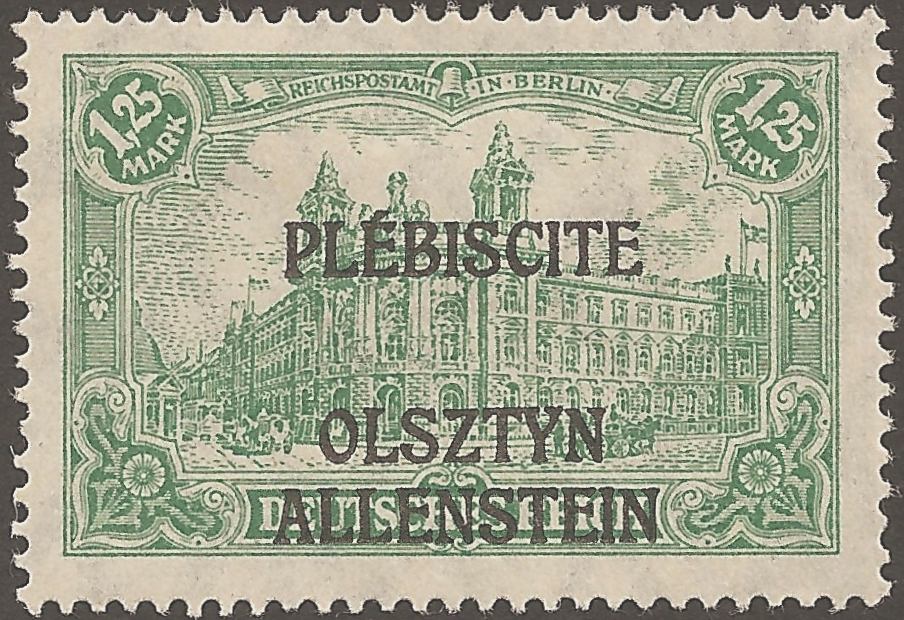
Allenstein (erste Serie)
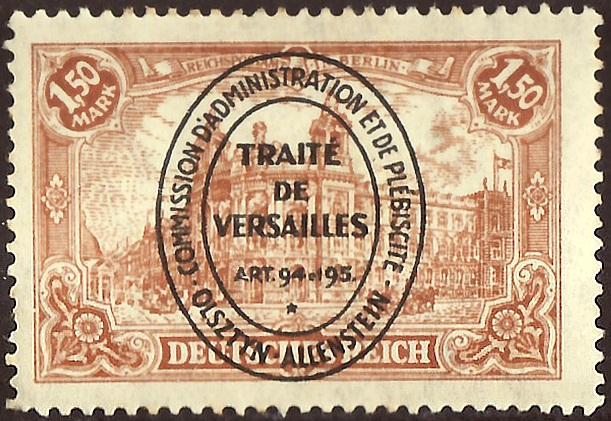
Allenstein (zweite Serie)
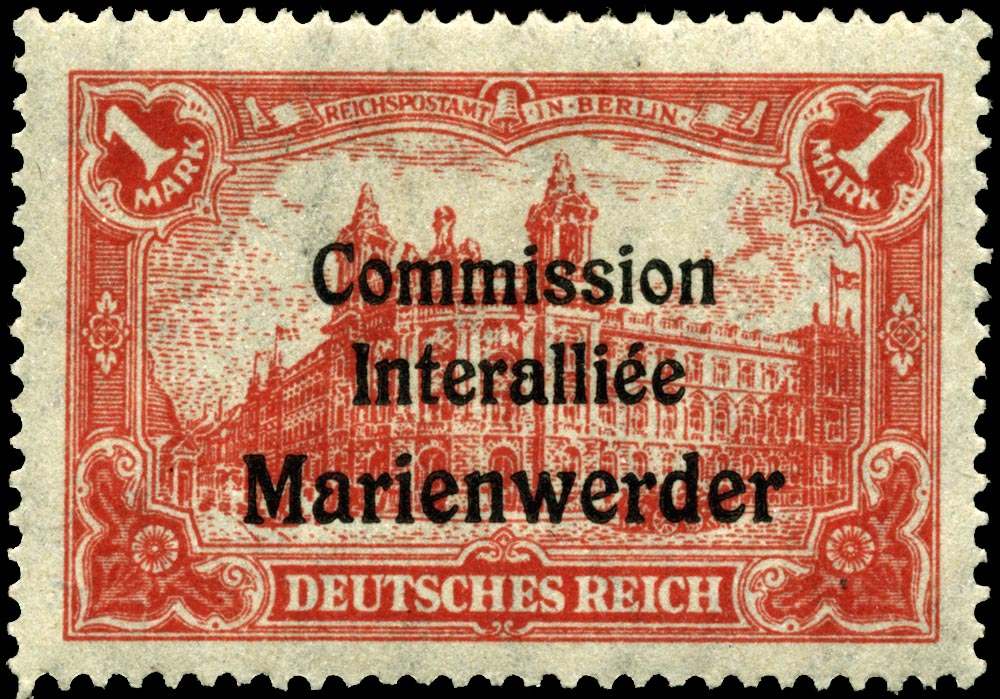
Marienwerder
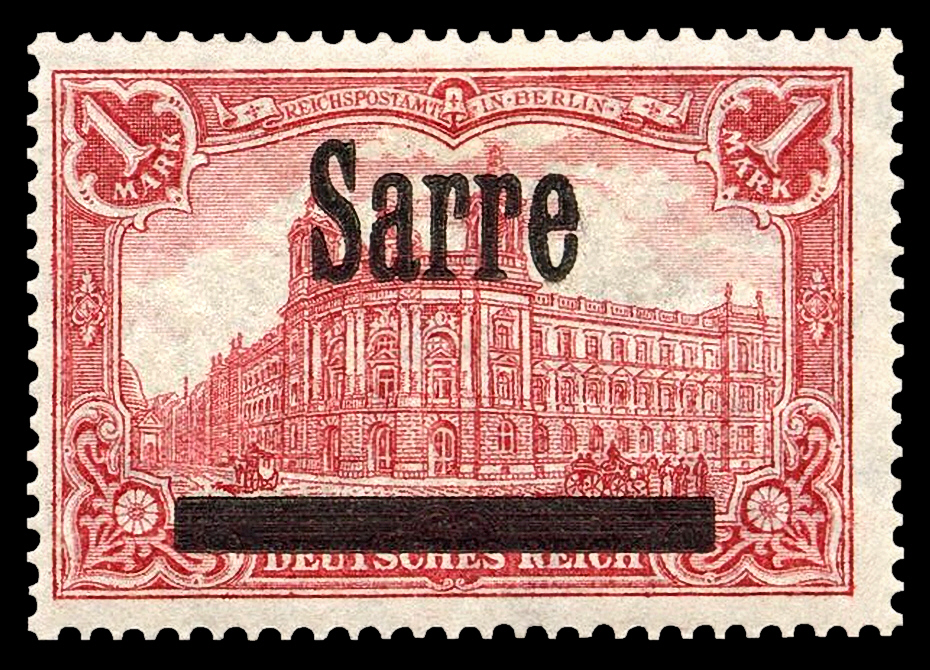
Saar
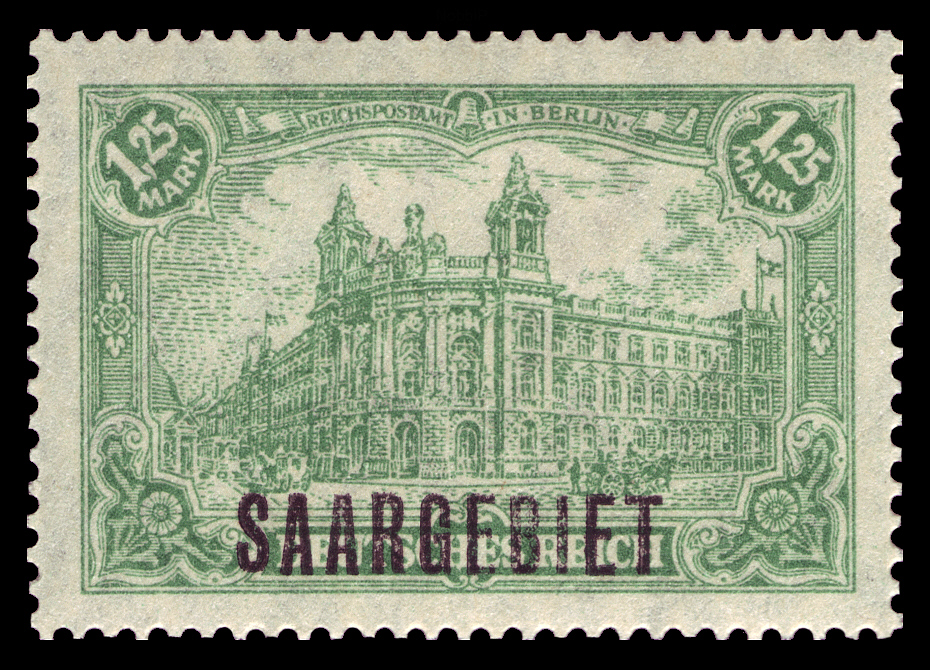
Saargebiet
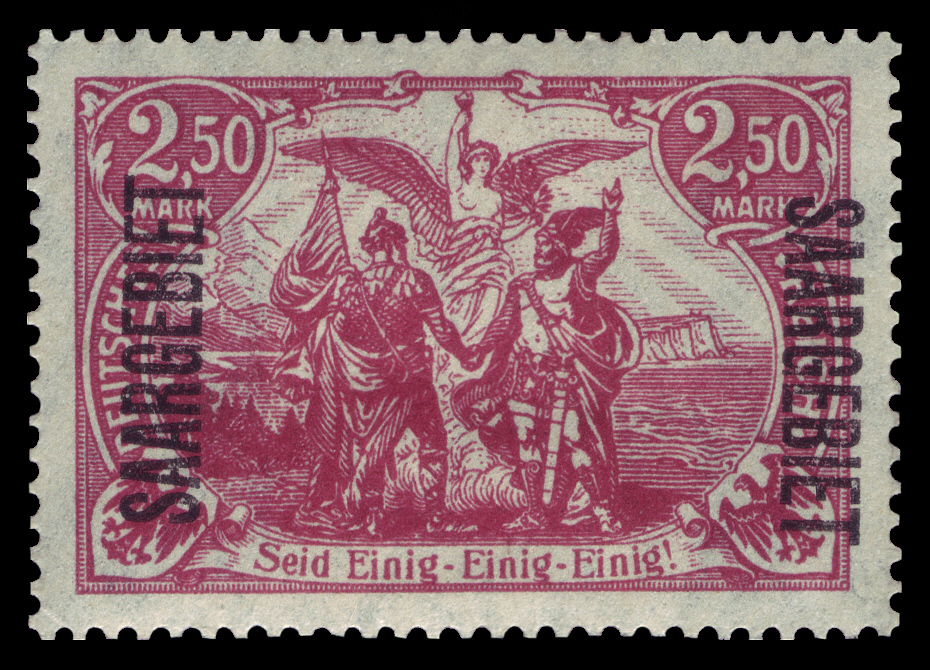
Saargebiet
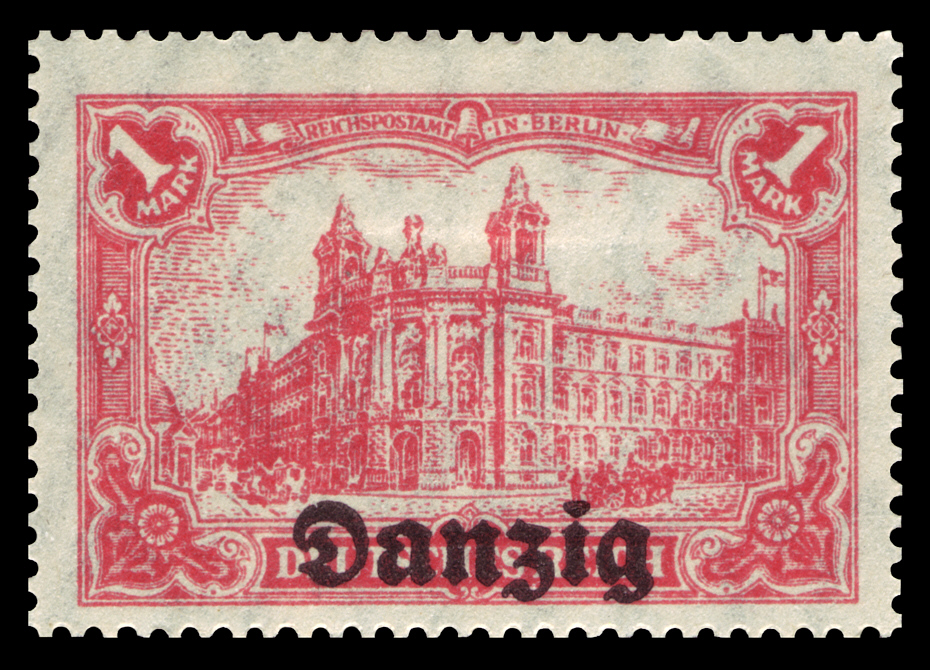
Danzig
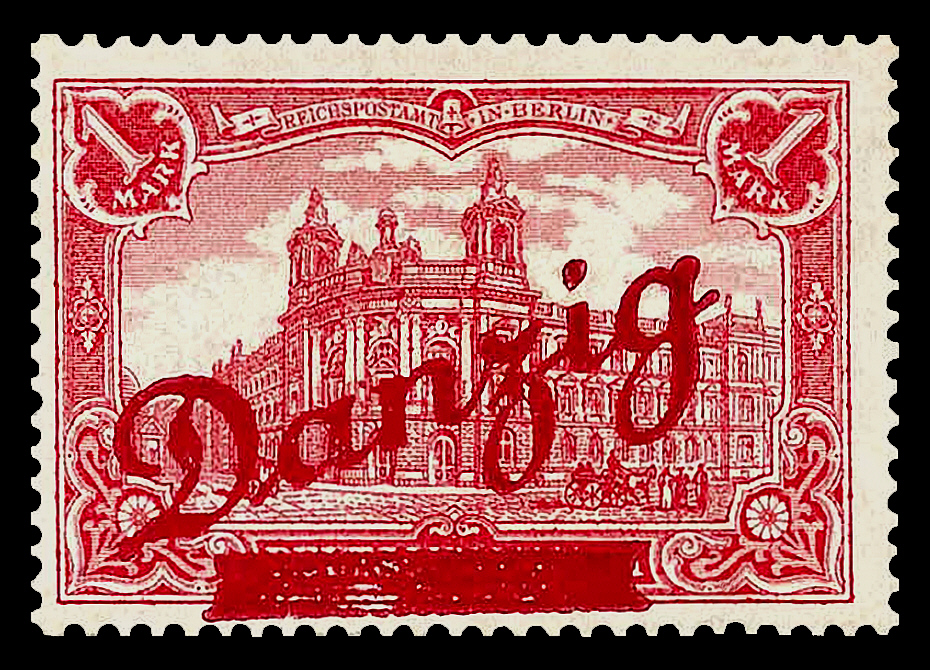
Danzig